# 49e bataillon de chasseurs alpins
 (janvier 2024).
 (janvier 2024).
Si vous disposez d'ouvrages ou d'articles de référence ou si vous connaissez des sites web de qualité traitant du thème abordé ici, merci de compléter l'article en donnant les références utiles à sa vérifiabilité et en les liant à la section « Notes et références ».
Le 49e bataillon de chasseurs alpins (49e BCA) était une unité d'infanterie de l'armée française pendant la Seconde Guerre mondiale.
Il faisait partie de la 2e demi-brigade de chasseurs commandée initialement par le colonel Lhuillier puis le Lieutenant-Colonel Charrier et comprenant en outre les 9e et 20e bataillons de chasseurs alpins. La 2e demi-brigade a été successivement affectée à la 30e DI - 65e DI - 28e DI - 43e DI - 2e Division Légère de Chasseurs et enfin la 40e division d'infanterie (40 DI) au même titre que les 5e et 24e demi-brigades.

## Création du bataillon - Dissolution
Le 2 septembre 1939, l'ordre de mobilisation entraîne la création du 49e bataillon de chasseurs alpins (49e BCA) à Antibes, constitué de cinq (5) compagnies : 1re compagnie, 2e compagnie, 3e compagnie, Compagnie Hors Rang (CHR), Compagnie d'Accompagnement (CA). Constitué en grande majorité par des chasseurs de la 1re réserve (25 à 30 ans) ayant pour la plupart servi en temps de paix au 9e bataillon de chasseurs alpins. Le recrutement est principalement méridional : Bouches-du-Rhône, Tarn, Aveyron, Hérault, Gard. Les différentes opérations de mobilisation ont lieu dans la périphérie d'Antibes où sont transportés dès le premier jour des lots d'habillement, d'équipement et d'armement. Ces différents matériels sont stockés par le Centre Mobilisateur (CM) no 151, chargé de la mise sur pied du bataillon à la mobilisation.
À la suite des combats des 6 et 7 juin 1940 à Caulieres et Marlers, le bataillon n'est ni dissous, ni démobilisé, il disparaît par anéantissement au cours de ces combats le 22 juin 1940.

## Commandement du bataillon

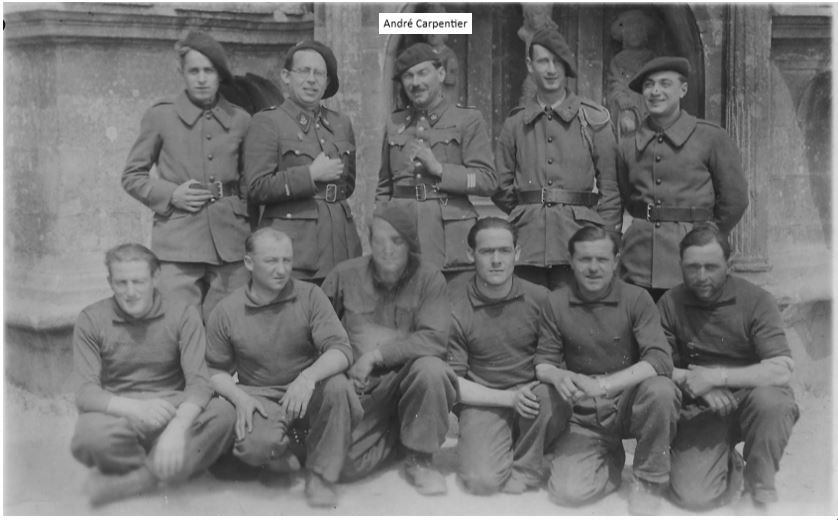
Membres de la compagnie hors rang du 49e bataillon de chasseurs alpins en 1940

Lors de sa création, le bataillon est commandé par le chef de bataillon Leandri de l'armée d'active venant des cadres de la P.M.S. de la 15e région militaire.
Le capitaine Buge de Bernonville, officier de l'armée d'active, remplit les fonctions de capitaine adjudant major. Il prendra par la suite le commandement d'un bataillon de chasseur de la 65e Division et sera remplacé ultérieurement par le capitaine Trastour.
Les cinq commandants de compagnie du 49e BCA viennent de la réserve :
- 1re compagnie : Bertinetti
- 2e compagnie : Niviere
- 3e compagnie : capitaine Boucher, il prendra ensuite le commandement de la compagnie de commandement de la 2e demi brigade
- Compagnie hors rang (CHR) : capitaine André Carpentier
- Compagnie d'accompagnement : Simeon

Le recrutement des sous-officiers est uniquement composé de jeunes réservistes ou disponibles. Ils seront principalement issus du 9e BCA qui fournira un noyau d'encadrement composé d'officiers d'approvisionnement, officiers de détail, médecin-chef, chefs de section.

## Drapeau et récompenses du49ebataillon de chasseurs alpins
Comme tous les autres bataillons de chasseurs ou groupes de chasseurs, il ne dispose pas de son propre drapeau mais d'un drapeau commun à tous les bataillons de chasseurs alpins.
Le bataillon a obtenu 2 légions d'honneur, 1 médaille militaire, 77 citations. Est cité à la D.I. - 209/C (JO du 30 avril 1942, page 1649).

## Historique des mouvements et cantonnements du49ebataillon de chasseurs alpins
Début septembre 1939, le bataillon quitte très rapidement Antibes pour se porter sur la rive gauche du Var et cantonne dans la banlieue ouest de Nice : Fond Magnan - La Madeleine. Il continue dans ses cantonnements les opérations de mobilisation qui ne sont pas totalement terminées et demandent des mises au point et du rodage, en particulier en ce qui concerne le matériel automobile et hippomobile provenant en totalité de la réquisition. Mêmes opérations pour les animaux de trait et de bât avec agencement et arrimage du harnachement. Fin septembre 1939, le bataillon quitte son cantonnement pour se porter à Peille (10 km au N.O. de Monaco) en s'intercalant entre les deux autres Bataillons de Chasseurs Alpins de la 2e demi-brigade : le 9e BCA dans la région de Sospel et le 20e BCA dans la région de La Turbie.

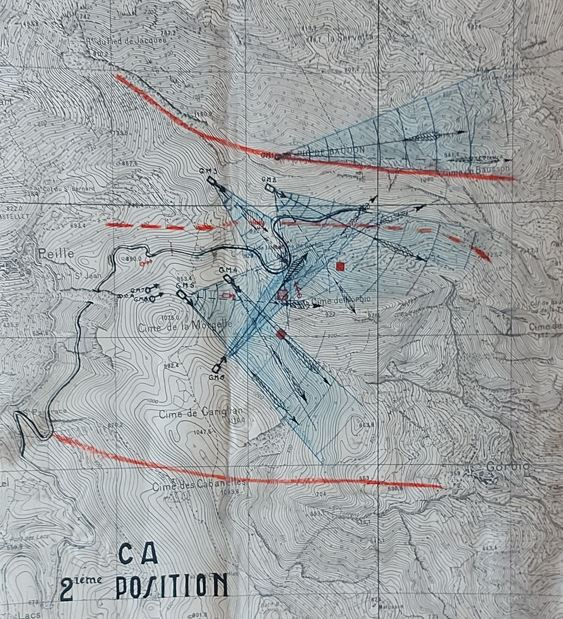
Cantonnement à Peille (Alpes-Maritimes) du 49e BCA septembre 1939

Instruction des cadres et de la troupe notamment entraînement à la marche et au tir, manœuvres à l'échelle de petites unités.
Le capitaine adjudant-major Buge de Bernonville quitte le bataillon pour prendre le commandement d'un bataillon de chasseurs de la 65e division et est remplacé par le capitaine Trastour du 9e BCA qui exerce le commandement du bataillon en l'absence du commandant Leandri détaché à la direction d'un centre d'instruction divisionnaire à Grasse. Le capitaine Boucher quitte le bataillon.
Février 1940 : le 49e BCA quitte les Alpes maritimes le 4 février avec la 2e brigade de chasseurs à l'exception de la Section des Eclaireurs Skieurs (SES), par ordre d'enlèvement par voie ferrée de Nice Saint Roch et Sospel du 3 février 1940 pour l'Alsace, secteur de Philippsbourg à Niderbronn. Les unités sont munies de deux jours de vivres de chemin de fer et de deux jours de vivres de débarquement. Seule manquera la section d'éclaireurs skieurs du Lieutenant Charignon qui sera citée pour sa belle conduite lors de l'offensive italienne de juin 1940 (JO du 14 août 1941) au Mont-Gramondo, Colla Lunga.
Dès son débarquement à Niderbronn, le bataillon est dirigé vers Gundershoffenn où il cantonne. Les troupes sont laissées à la disposition du commandant de secteur. Il occupe ensuite la ferme Riehstal avant d'effectuer des travaux défensifs dans la région.
16 mars 1940 : Après le mois de février passé en Alsace, le bataillon est désigné pour entrer dans la composition de la 44e division en voie de formation en Champagne. Il embarque à Bouxwiller en direction de la région de Troyes, avec débarquement à Brienne le Château et cantonnement à Piney le 17 mars. La 44e division est alors désignée pour se rendre en Alsace, ce qui constituera une deuxième fois pour le 49e BCA.
11 avril 1940 : départ de Brienne-Le-Château, débarquement à Wasselonne (sud de Saverne) et cantonnement à Stingrist (Alsace).
La situation nominative des officiers supérieurs du bataillon au 20 avril 1940 est la suivante :
- Chef du 49e Bataillon de Chasseurs Alpins : commandant Joseph Marie Leandri
- Adjudant-major : Jacques Buge de Bernonville
- Officier de transmission : lieutenant Jean Crettien
- Officier des détails : sous-lieutenant André Mallet
- Chef du service de santé : lieutenant médecin Louis Tabusse
- Commandant SES : lieutenant Jean Charignon
- Officier d'approvisionnement : Lieutenant Edgard Poulain
- 1re : capitaine Bertinetti - Chefs de section : Lieutenants Pierre Zimerman, Maurice Blancou, André Gorge
- 2e : lieutenant Armand Niviere -  Chefs de section : lieutenants Armand Thomas, René Valette & S/Lt Charousset
- 3e : Capitaine Marie Marcel Boucher - Chef de section : Robert Chauvelet & S/Lts Jean Pucheux, Albert Plazanet
- Compagnie hors rang (CHR) : capitaine André Carpentier
- Compagnie d'artillerie : lieutenant Maurice Loubry - Chefs de section : Lieutenants Jean Simeon, Claude Boucier, Paul Clary & S/Lt Robert Kalk

16 au 23 avril 1940 : le bataillon est désigné pour être envoyé sur un théâtre d'opération extérieures et embarque le 19 avril de Marmoutiers en train à destination de Landerneau où il débarque le 19 avril pour participer à la bataille de Norvège. Cantonnement à Dasulas et mouvement vers Plougastel où il cantonne le 23 avril. Dans ce dernier cantonnement, le bataillon va procéder aux opérations de mise sur pied en vue de la campagne de Norvège avec perception d'un matériel pour troupes nordiques (skis, raquettes, guêtres, chaussures spéciales, moufles, blousons, cagoules et sac tyrolien). Les Lieutenants Lecharny et De Becque du 9e BCA sont promus capitaines et affectés au 49e BCA.

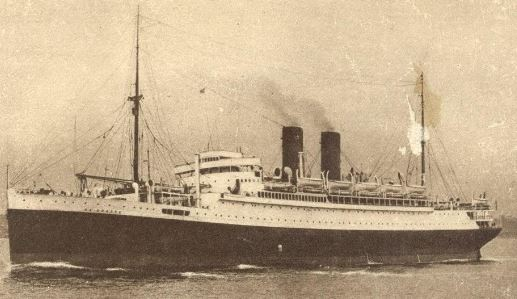
Le "De Grasse" ayant servi de transport au 49e BCA de Brest à Glasgow en avril 1940

26 avril 1940 : embarquement de Brest pour l'Ecosse sur le De Grasse pour le 49e BCA, le reste de la 2e demi-brigade embarquant sur le Massilia. La musique des équipages de la flotte joue la Marseillaise, la fanfare lui répond par la Sidi-Brahim. 
1 mai 1940 : après un arrêt en rade de Greenock, le bataillon débarque du "De Grasse" à Johnstone petite ville industrielle située à environ 20 km de Glasgow après une traversée sans histoire dans le brouillard. Pour la première fois une unité française cantonne à Johnstone et se trouve mêlée à une population étonnée et surprise, les unités britanniques stationnant toujours dans des camps à l'extérieur des localités. Le défilé en fanfare obtient un très grand succès et à la demande des autorités locales il faudra le refaire le dimanche matin pour permettre à l'ensemble de la population d'applaudir les chasseurs. Des familles écossaises remettent tous les jours des demandes d'invitation à leur adresse au P.C. du bataillon.
Cependant les troupes allemandes ayant forcé la charnière de Sedan et les Panzer Divisions poussant vers l'ouest, la mission initiale vers la Norvège sera bientôt annulée pour un retour en France.
Le capitaine Lapouge du 9e BCA prend le commandement du 49e BCA en remplacement du chef de bataillon Leandri, promu lieutenant-colonel et affecté à l'Etat-major de la 40e division d'infanterie.

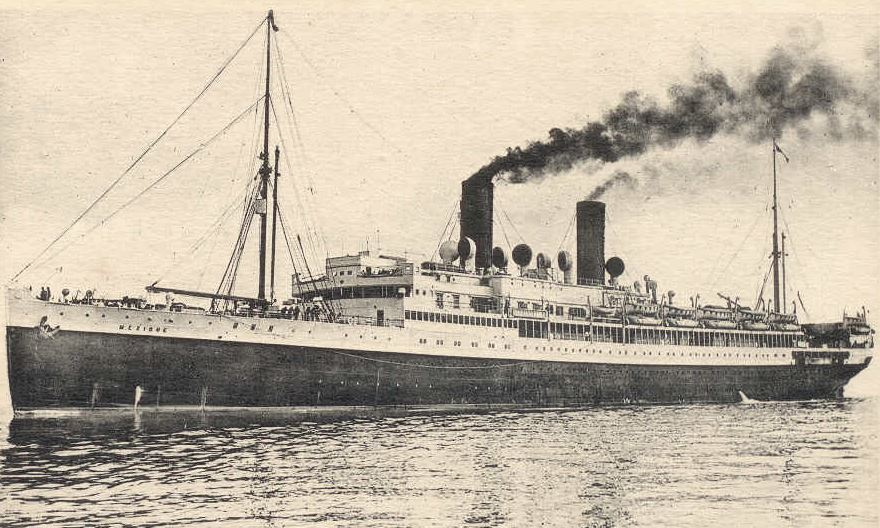
Le Mexique ayant servi de transport du 49e BCA de Glasgow à Brest en mai 1940

19 mai 1940 : embarquement à Glasgow pour Brest de la 2e demi-brigade. Le 49e BCA embarque sur le "Mexique" tandis que les 9e et 20e BCA ainsi que l'État-major embarquant sur le "Chenonceaux".
21 mai 1940 : arrivée à Brest le 21 mai et débarquement le 22 mai à partir de 11 heures du matin et cantonnement du 49e BCA à Plougastel. 
26 mai 1940 : embarquement en train à Brest et débarquement dans la région de Vaux et Triel avec cantonnement à Aigremont du 49e BCA (Bures pour le 9e BCA, Morainvilliers pour le 20e BCA et Orgeval pour l'État-major de la 2e demi-brigade.
28 au 31 mai : Le 49e BCA procède au complètement de leur matériel.

## Combats du49ebataillon de chasseurs alpins
5 juin 1940 : le 49e BCA est enlevé par camions et transporté en train à Orival dans la région nord-est d'Aumale. Il prend position après reconnaissance du commandant du 49e BCA, le capitaine Lapouge dans les villages de Caulières et Marlers. Il reçoit pour mission du général Durand de la 40e division d'infanterie de « combattre sans esprit de recul ».
La situation nominative des officiers supérieurs du bataillon au 5 juin 1940 est la suivante :
Chef du 49e Bataillon de Chasseurs Alpins : Capitaine Lapouge - Adjoint : lieutenant Loubay
- 1re compagnie : capitaine Bertinetti et Lechamp - chef de section : lieutenant Pierre Zimerman
- 2e compagnie : capitaine De Becque - lieutenant Spindler,  S/Lt Charousset, adjudant Berengier
- 3e compagnie: capitaine Lecharny - chef de section lieutenants Bideau & Thomas
- Compagnie hors rang (CHR) : capitaine André Carpentier
- Compagnie d'accompagnement (CA) : capitaine Jean Simeon, S/Lt Robert Kalk (groupe de mortiers 8& et canons de 25mm)
- 6e batterie du 8e R.A.C.T. : capitaine Hervouet
- Transmissions : Lieutenant Loubry
- Approvisionnement lieutenant Poulain
- Section Eclaireurs Skieurs : lieutenant Charrignon

Nuit du 5 au 6 juin : les ordres donnés par le capitaine Lapouge commandant du 49e BCA sont les suivants
À Caulières sous les ordres du Capitaine Lapouge, les 1re et 2e compagnies de Fusiliers Voltigeurs, la moitié de la compagnie d'accompagnement comprenant la section de mitrailleurs des adjudants chef Mangin et Martini, le groupe de mortiers du Sergent Chef Schmidt et un canon de 25 modèle 37 du sergent Pech.
À Marlers : sous les ordres du capitaine Simeon, commandant la CA , la 3e compagnie de Fusiliers Voltigeurs, la 2e moitié de la CA comprenant la section de mitrailleurs du lieutenant Boursier, de l'adjudant chef Solers et un canon de 25 modèle 37 du sergent Tiran.
6 juin 1940 : à 5h le commandant de bataillon passe dans les unités auxquelles il donne les dernières instructions et félicite les cadres pour le travail exécuté au cours de la nuit. À 6h le bataillon est enterré, il ne reste plus que les emplacement d'armes automatiques à fignoler. À 6h15 le capitaine Hervouet commandant de la 6e batterie du 8e RACTT rend compte de sa mission au capitaine Lapouge. Vers 8h30, une missive du général Durand de la 40e D.I. précise que le bataillon doit s'attendre à être attaqué. À 10h45, le lieutenant Poulain, officier d'approvisionnement rejoint Caulières avec 2 camionnettes à munitions et la camionnette ambulance. À 11h, des réfugiés refluant de l'est prétendent avoir vu des Allemands à 10 km au nord de Caulières et le poste d'observation du bataillon signale de la fumée et des chars en lisières des bois situés au nord de Caulières . Pris de panique, les habitants de Caulières commencent à fuir le village.
À la suite du départ du bataillon du 609e de pionniers, et voyant son front dégarni, le capitaine Lapouge prescrit au capitaine André Carpentier de porter les éléments de la compagnie hors rang (CHR) sur leurs emplacements. À 11h30, arrivée de la batterie du 8e RACT qui s'installe en bordure de la route. À 13h arrivée de la batterie de 75 (batterie de 3 pièces) chargée de la défense antichars. La mise en batterie s'effectue sous le feu des Allemands dans un ordre parfait.
À 13h15 l'attaque allemande de la 5e Panzer Division - 14e régiment de fusiller, se déclenche dans un vacarme infernal  sur les points d'appui de Caulières et Marlers : tirs d'artillerie à obus fumigènes, tirs d'infanterie, bombardements par avion. Le combat fait rage jusqu'à 15h30, l'attaque est repoussée mais l'encerclement du village se poursuit.
À 16 heures un déluge de fer et de feu s'abat a nouveau sur les défenseurs, les avions allemands bombardent massivement, l'artillerie tire sans arrêt, les maisons brûlent. L'attaque des chars reprend vers 16h30. L'infiltration ennemie commence vers 19h et à 20h les chars allemands nettoient les ilots de résistance, sillonnent les vergers et les rues. À la tombée de la nuit, le village est encerclé, la fusillade cesse. À 22h30, il ne reste plus qu'une trentaine de chasseurs et 3 fusils mitrailleurs. Toutes les liaisons étant coupées entre le P.C. de commandement et les points d'appui, le capitaine Lapouge prend la décision de rompre l'encerclement de l'ennemi mais cette tentative échoue et voit la capture de la plupart des officiers et chasseurs encore en vie.
Chargé de la défense des villages de Caulières et Marlers situés dans l'axe de progression d'une division cuirassée allemande (5e Panzer Division), le bataillon fut livré à ses propres moyens. Avec pour tout matériel offensif une batterie d'artillerie, les forces en présence sont déséquilibrées en leur défaveur. Il a été anéanti lors de ce combat.

## Faits d'arme faisant particulièrement honneur au bataillon

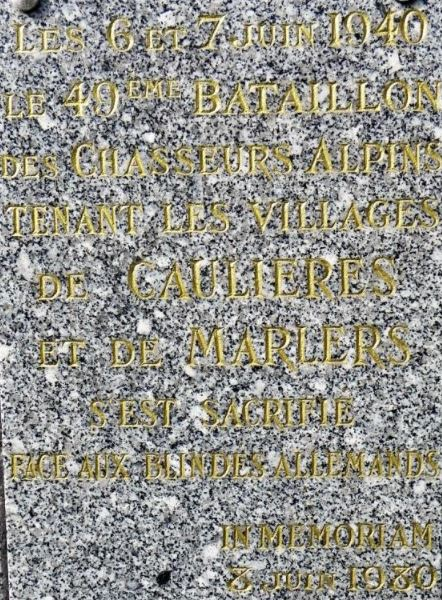
Plaque commémorative à Caulières en mémoire du 49e BCA

Lors de la bataille de la Somme, le 49e bataillon de chasseurs alpins qui tenait les points d'appui des villages de Caulières et Marlers, s'est opposé à la 5e Panzer Division allemande en se sacrifiant pour s'opposer à leur percée. La rue principale du village porte son nom ainsi qu'une plaque commémorative du monument aux morts dont le texte est le suivant : Les 6 et 7 juin 1940, le 49e bataillon de chasseurs alpins tenant les villages de Caulières et Marlers s'est sacrifié face aux blindés allemands - In Memoriam - 3 juin 1980  en souvenir de ce sacrifice,.

## Insigne et devise

### Insigne

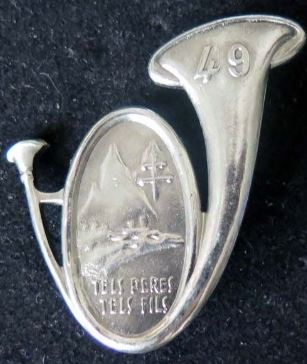
Insigne du 49e BCA

L'insigne représente un cor de chasse vu de trois-quarts et portant le numéro 49. Une ville en bord de mer apparaît au premier plan et les montagnes en arrière plan rappellent que le bataillon a été créé à Antibes. Une croix de Lorraine est visible dans l'anneau du cor.

### Devise
Comme mentionné sur l'insigne du bataillon : Tels pères, tels fils,

## Militaires s'étant illustré au49eBataillon de chasseurs Alpins lors de la bataille de la Somme en juin 1940
Cités par le général Duran pour courage exemplaire lors de la bataille de la Somme en juin 1940
- André Carpentier, capitaine
- N. Lapouge, commandant du 49e BCA[14]
- Maurice Loubry, lieutenant[15]
- Robert Kalk, sous-lieutenant
- N. Orgnon, caporal
- N. Parey, chasseur
- N. Spindler, lieutenant
- Pierre-Camille-Jean Zimmerman